# アントニオ・マルガリート

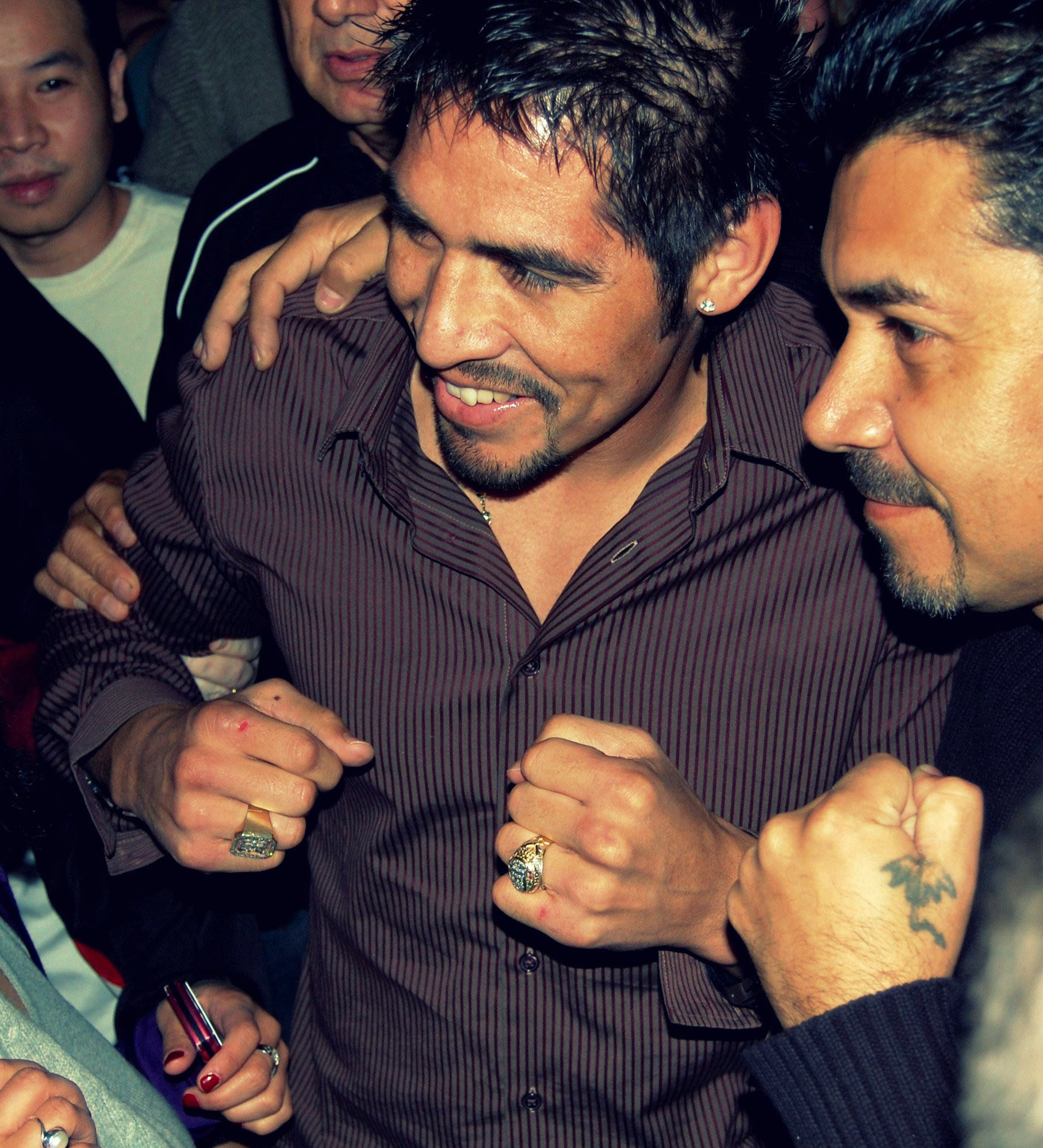
ファンに囲まれるマルガリート

アントニオ・マルガリート（Antonio Margarito、1978年3月18日 - ）は、メキシコの元プロボクサー。アメリカ合衆国カリフォルニア州トーランス出身。元WBAスーパー・IBF・WBO世界ウェルター級王者。
「Tony」の愛称のほかに「Tijuana Tornado（ティファナの竜巻）」の異名を持つ。

## 来歴
フリオ・セサール・チャベスに憧れてボクシングを始め、1994年1月14日に16歳でプロデビューする。しかし、デビュー後12戦で9勝3敗と決して注目されるような選手ではなかった。しかし、地道にボクシングを続け、着実にランクアップする。
2000年2月19日、セルヒオ・マルチネス（アルゼンチン）と対戦、初回終了間際にダウンを奪うと、その後も勢いが落ちることはなく前進し続け手数とプレスをかけていくも相手も負けじと押しかえていき好戦的な戦いが続いていたが7回に相手がロープを背負った所をチャンスと見るや連打で攻め最後はレフリーストップを呼び込みTKO勝利となりマルチネスに初の敗北を与えた。
2000年6月16日、デビッド・カマウ（ケニア）が持つNABO北米ウェルター級王座に挑戦、2回TKOで勝利し自身初タイトルとなった。
2001年7月21日、プエルトリコバヤモンのコリセオ・ルーベン・ロドリゲスにてダニエル・サントス（プエルトリコ）が保持するWBO世界ウェルター級王座へ挑戦し、初回に自身の眉付近が切り裂かれてしまい負傷による無効試合となり、消化不良の結果となった。
2002年3月16日、サントスの王座返上に伴うWBO世界ウェルター級王座決定戦を米国・ネバダ州ラスベガスのバリーズにてアントニオ・ディアスと行い、10回2分17秒TKO勝ちを収め、王座獲得に成功し悲願の世界チャンピオンとなった。
2002年10月12日、米国・カリフォルニア州・アナハイムのアローヘッド・ポンド・オブ・アナハイム現（ホンダセンター）にてダニー・ペレス（アメリカ）を相手に初防衛戦を行いジャッジ2者がフルマークを付ける完勝で初防衛に成功した。
2003年2月8日、ネバダ州ラスベガスのマンダレイ・ベイで元WBA世界ウェルター級王者のアンドリュー・ルイス（ガイアナ）と対戦2回2分31秒TKO勝利で2度目の防衛に成功した。
2004年1月31日、米国・アリゾナ州フェニックスで22戦無敗の挑戦者ハーキュレス・キベロス（カナダ）と対戦し、2回0分54秒TKO勝利で3度目の防衛に成功した。
2004年9月11日、スーパーウェルター級に階級を上げ、当時WBO世界スーパーウェルター級王者になっていたダニエル・サントスと再戦し、1-2（84-87、85-86、86-85）の10回負傷判定負けで敗れてしまった。敗れたマルガリートは、またウェルター級へと戻り、そのままウェルター級王者として防衛を続けることになる。
2005年2月18日、米国・ニュージャージー州アトランティックシティのボードウォーク・ホールにてセバスチャン・ルハン（アルゼンチン）と対戦、身長差をいかしながら試合を優位に進めていき10回に挑戦者の左耳からの出血が酷くなってしまった為ここで試合がレフェリーストップ10回2分57秒にTKO勝利により4度目の防衛に成功した。
2005年4月23日、ネバダ州ラスベガスのシーザーズ・パレスにてメーンイベンターとして登場、暫定王者となっていたカーミット・シントロン（プエルトリコ） を5回TKOで破り、WBO世界ウェルター級王座の統一に成功し同時に5度目の防衛も成功、敗れたシントロンはプロに入ってから初めての洗礼を受け全勝記録が途切れた。
2006年2月18日、ネバダ州ラスベガスのアラジン・リゾート&カジノにてマヌエル・ゴメス（メキシコ）と対戦し、初回わずか74秒で相手をマットに沈め6度目の防衛に成功した。
2006年12月2日、ジョシュア・クロッティ（ガーナ）と対戦し、序盤相手の鉄壁のガードで手を焼く場面もあり時折パンチを貰う事もあったが、ガードの上からでもお構いなしにパンチを打ち込んでいき判定まで行ったものの、文句なしの判定勝利となり7度目の防衛に成功した。
2007年7月14日、32戦全勝のウェルター級のホープポール・ウィリアムス（アメリカ）の挑戦を受けるも、0-3の判定で敗れ、8度目の王座防衛に失敗した。約5年間の長期政権に終止符を打ったマルガリートは 「判定を盗まれた」 と、この判定結果に不満を示し、すぐに再戦を要求した。
敗戦後の復帰戦として同年11月10日に空位のWBOインターコンチネンタルウェルター級王座をゴールデン・ジョンソン（アメリカ）と争い、1回TKOで勝利して獲得した。
2008年4月12日、カーミット・シントロンの持つIBF世界ウェルター級王座に挑戦。両者は3年前に1度対戦してマルガリートがKO勝ちを収めており、シントロンからして見ればリベンジのチャンスでもあり互いに王者と挑戦者の立場が入れ替わった一戦であったが、結果は6回1分57秒KO勝ちで、またしても返り討ちにし再び世界王座を獲得した。
IBF世界ウェルター級王座返上後の2008年7月26日にミゲール・コットのWBA世界ウェルター級王座に挑戦。有効打を浴びつつも終始プレッシャーをかけ続け、ついに11回2分5秒TKO勝ちを収め、ウェルター級最強との呼び声も高かったコットに初黒星をつけると共にWBA世界ウェルター級王座を獲得した。戦前から、この試合の勝者がオスカー・デ・ラ・ホーヤの現役引退試合の相手になる予定になっており、マルガリートも「自分の憧れだったフリオ・セサール・チャベスの仇を討つ」とやる気満々だったが、デラホーヤがマルガリートとの対戦を拒否したため実現しなかった。
その後、マルガリートがWBA王座獲得の前戦でIBF王座を獲得しているため、事実上の2団体統一王者であることを考慮して、WBAはマルガリートをスーパー王座に認定した。
2009年1月24日、ロサンゼルスのステイプルズ・センターで行われたWBAスーパー・世界ウェルター級タイトルマッチでシェーン・モズリーに8回にダウンを奪われ、9回0分43秒TKO負けを喫し、王座から陥落した。
試合前、モズリーのトレーナー、ナジーム・リチャードソンがマルガリートのバンデージの中に異物があるのを発見。異物は取り除かれバンデージは巻き直しさせられた。バンデージの中にあった異物は石膏のような物でマルガリートが不正行為を働こうとしていた可能性があるとして告発された。バンデージから取り除かれた異物と同じ物がマルガリートの控え室にもう一つ見つかり、2つの異物はカリフォルニアの研究所で分析され、石膏と非常に似た性質の物であることが確認された。その後の調べで2008年7月のミゲール・コット戦でもマルガリートが石膏パッドを不正使用していた疑惑が浮上している。
2009年1月28日、モズリー戦においてバンデージの中に硬化する性質の石膏パッドを入れていたとして米カリフォルニア州コミッションはマルガリートに1年間のライセンス停止処分を下した。
2010年5月8日、1年3か月ぶりの復帰戦となったWBCインターナショナルスーパーウェルター級王座決定戦でロベルト・ガルシアと対戦し、3-0の判定勝ちを収めた。
2010年8月18日、同年11月13日マニー・パッキャオとのビックマッチがラスベガスで計画されていたが、石膏バンデージ問題のためネバダ州コミッションがマルガリートにライセンスを許可せずラスベガス開催は消滅した。
2010年8月26日、米国テキサス州にライセンスを申請していたがようやく許可が下りパッキャオ戦の開催はダラスのカウボーイズ・スタジアムで挙行されることとなった。
2010年11月13日、カウボーイズ・スタジアムでWBC世界スーパーウェルター級王座決定戦が行われ、マニー・パッキャオ（フィリピン）と対戦。マルガリート180cmの身長に対し、パッキャオは169cm、圧倒的な体格差にもかかわらず試合のオッズ（賭け率）は11月2日時点で23対4、パッキャオが圧倒的に有利と出ていた。試合は1回からパッキャオにスピードで圧倒され、11回、12回にはダウン寸前まで追い込まれる場面もあり、0-3で大差判定負け。これによりパッキャオは史上2人目となる6階級制覇を達成した。この試合は両者の合意によりスーパーウェルター級リミットを3ポンド下回る151ポンドの契約体重で行なわれたが、パッキャオはウェルター級リミットをも下回る144.6ポンドで計量をクリアし、150ポンドで計量をクリアしたマルガリートとの体重差は5.4ポンドあった。またPPVの購買数が全米で115万件という好数字を叩き出した。しかしこの試合のダメージでマルガリートは重い白内障を患い、人工レンズ装着手術を2度受けるなど引退の危機に直面した。
2011年5月、アメリカ南部諸州で起きた米観測史上2番目に被害が大きいと言われた竜巻から被害者たちを支援するために救援活動を行った。
2011年11月、パッキャオ戦での目の負傷が原因で復帰は難しいと言われていたが、治療の甲斐もあって順調に回復、再びリングに上がるためラインセンスの交付を受けた。
2011年12月3日、マディソン・スクエア・ガーデンでWBA世界スーパーウェルター級スーパー王者ミゲール・コットに挑戦。コンビネーションを活かしたボクシングでコットが優勢に試合を進め、3回にコットの左ジャブでマルガリートの右瞼が切れる。マルガリートはアッパーでコットの動きを止めるなど打ち合いに活路を見出そうとするが、4回以降コットのボディーを中心とした攻めに苦戦を強いられ、ジャブやフックをクリーンヒットするコットに劣勢を跳ね返すことが出来ず、10回開始直後、パンチで腫れあがった右目の腫れが酷くドクターにより試合続行不可能と判断され、10回開始直後TKO負けで3年ぶりのコットとの再戦に完敗し、王座獲得に失敗した。
2012年6月7日、「体の衰え」を理由に現役引退を発表した。
2013年5月、夫婦仲がうまくいっておらず離婚の慰謝料を稼ぐためにマルガリートが現役復帰をすると報道があったが、数日後マルガリートは離婚協議中であることは認めたが現役復帰については否定した。
2016年3月5日、3年4ヶ月ぶりの復帰戦をメキシコで行い、6回にダウンを喫するなど苦戦を強いられるがホルヘ・パエザ・ジュニアに10回判定勝利。

## 獲得タイトル
- NABO北米ウェルター級王座（防衛0＝返上）
- WBO世界ウェルター級王座（防衛7）
- WBOインターコンチネンタルウェルター級王座（防衛0＝返上）
- IBF世界ウェルター級王座（防衛0＝返上）
- WBA世界ウェルター級スーパー王座（防衛0）
- WBCインターナショナルスーパーウェルター級王座（防衛0＝返上）